# 44711 Carp
44711 Carp è un asteroide della fascia principale. Scoperto nel 1999, presenta un'orbita caratterizzata da un semiasse maggiore pari a 2,2537474 UA e da un'eccentricità di 0,2358142, inclinata di 5,32801° rispetto all'eclittica.
Deve il proprio nome alla squadra di baseball Hiroshima Carp di cui è tifoso Akimasa Nakamura, lo scopritore dell'asteroide.